# Zbiera mi się
Zbiera mi się – singel promocyjny zespołu Voo Voo pochodzący z albumu 21. Singel zawiera skróconą wersję utworu.
Autorem teledysku (reżyseria, scenariusz i realizacja) jest Sebastian Pańczyk. Teledysk ten zdobył Grand Prix na festiwalu Yach Film 2006.
W teledysku i słowach utworu znajduje się wiele odwołań do prywatnego życia Wojciecha Waglewskiego, m.in. we wnętrzu gdzie rejestrowano zdjęcia teledysku znajdują się zdjęcia synów artysty Bartka i Piotrka.

## Lista utworów
- "Zbiera mi się" 3:39

## Muzycy i realizacja nagrań
- Muzyka, słowa i głos: Wojciech Waglewski.
- Aranżacja utworu na orkiestrę: Karim Martusewicz
- Trąbka: Tomasz Stańko
- AUKSO Orkiestra Kameralna Miasta Tychy
- Dyrygent: Marek Moś
- Realizacja nagrań: Piotr Dziki Chancewicz / Media Studio
- Mix/mastering: Przemek Nowak / Media Studio
- Realizacja nagrań orkiestry: Aleksander Dowsilas / Studio Polskiego Radia Katowice
- Projekt okładki: Jarosław Koziara
- Opracowanie: Piotr Wysocki
- Menadżer zespołu Voo Voo: Mirek Kiton Olszówka